# Aiguille Blanche de Peuterey
L'Aiguille Blanche de Peuterey  o Agulla Blanca de Peuterey és una cim de 4.112 metres que es troba al vessant sud del massís del Montblanc, a la Vall d'Aosta (estat italià). Està situada a l'aresta de Peuterey, entre l'Aiguille Noire de Peuterey i el Gran Pilier d'Angle, del qual el separa el Col de Peuterey. A l'est té la Glacera de la Brenva, i a l'oest la Glacera de Freney.
És considerat com un dels cims més difícils i seriosos de tota la llista de cims de 4.000 metres dels Alps.
La muntanya està conformada per tres cims:
- Punta Güssfeldt (4.112 m.)
- Punta Seymour King (4.107 m.)
- Punta Jones (4.104 m.)

## Ascensions
La primera ascensió la van realitzar Henry Seymour King amb els guïes Emile Rey, Ambros Supersaxo i Aloys Anthamatten el 31 de juliol de 1885.